# Florent Mollet
Florent Mollet (Fontaine-lès-Dijon, 19 novembre 1991) è un calciatore francese, centrocampista svincolato.

## Caratteristiche tecniche
Trequartista duttile, è abile nel gestire il gioco con passaggi decisivi e nel segnare da calcio piazzato.

## Carriera

### Digione
Nato a Fontaine-lès-Dijon, ha iniziato la sua carriera nella squadra locale del Digione. Dopo aver fatto tutta la trafila delle giovanili, il 20 maggio 2012 è stato convocato per la prima volta in prima squadra in occasione della gara di Ligue 2 persa 5-0 in casa del Rennes, senza tuttavia debuttare.
La stagione successiva, il 27 luglio, debutta in campionato nella vittoria per 1-0 sul Guingamp; mentre il 7 agosto successivo debutta in Coupe de la Ligue contro lo Châteauroux. Nell'occasione dopo essere subentrando a gara in corso ha segnato il proprio tiro dai tiri di rigore, permettendo al Digione di passare il turno.
Divenuto nel mentre titolare, l'11 gennaio segna la prima rete da professionista nella vittoria per 3-0 contro il Le Mans.
Dopo aver totalizzato quattro gol in 36 partite nella sua prima stagione, subisce un calo di rendimento non andando a segno per 39 partite consecutive. A questo seguono sette gol segnati in quattro partite di coppa nazionale nella stagione 2014-2015, comprese due triplette nelle vittorie contro il INF Vichy (9-0) e Rivières (6-1).

### Créteil-Lusitanos
Il 17 giugno 2015, assieme a Guillaume Loriot, viene acquistato dal Créteil-Lusitanos. Il 31 luglio debutta con les Béliers nella vittoria per 1-0 contro il Red Star; mentre l'11 settembre seguente segna la prima rete con il club nella vittoria esterna per 0-3 contro lo Sochaux.
Nel corso della stagione si rivela come il miglior marcatore stagionale del club con undici gol in 36 presenze, tuttavia non riesce ad evitare la retrocessione in Championnat National.

### Metz
Il 27 giugno 2016 viene acquistato dal Metz, firmando un contratto triennale. Il 13 agosto debutta in massima serie con il club lorenese nella vittoria per 3-2 sul Lilla, mettendosi in mostra grazie alla sua percentuale do passaggio completati durante la gara, pari al 100%. Il 14 dicembre successivo segna la prima rete con I granata nel pareggio interno per 1-1 contro il Tolosa negli ottavi di finale della coppa di lega, permettendo alla sua squadra di arrivare alla calci di rigore, poi vinti 11-10.
La stagione seguente segna il suo primo gol in Ligue 1, aprendo le marcature nel pareggio casalingo contro il Rennes del 9 dicembre 2017. Nell'arco della stagione segna altre sei reti, di cui due nella sconfitta per 6-3 contro l'Olympique Marsiglia il 2 febbraio 2018.

### Montpellier
L'11 luglio 2018 viene acquistato dal Montpellier. Il 18 agosto seguente bagna l'esordio con la Paillade con una rete all'Amiens, rendendosi di fatto complice dea vittoria per 2-1 dei suoi. A fine mese, grazie alle sue prestazioni, riceve il premio di Joeur du mouis d'août (giocatore del mese di agosto).
Il 6 ottobre, riceve la prima espulsione in carriera nel corso del primo tempo di un pareggio per 1-1 in casa del Guingamp per aver applaudito sarcasticamente l'arbitro per averlo ammonito per un fallo. Tornato in campo dopo un turno di assenza, nel resto della stagione realizza altre cinque reti e, nell'agosto 2019, estende il proprio contratto con il club.
Nella stagione 2019-2020, si ripete allo stesso livello della stagione precedente, realizzando nuovamente sei reti in stagione, tra cui due contro la sua ex squadra, il Digione. Il buon rendimento si ripete anche nelle successive due stagioni, cosa che gli permette di concludere la propria esperienza all'Hérault con un totale di 24 gol in 134 presenze.

### Schalke 04 e Nantes
L'8 giugno 2022, lascia il Montpellier dopo quattro stagioni per unirsi ai tedeschi dell Schalke 04, neopromossi in Bundesliga, per la cifra di 700 mila € più 800 mila euro di potenziali bonus. Il 31 luglio debutta con i tedeschi nell'ampia vittoria per 5-0 contro il Bremer SV, valido per il primo turno della DFB-Pokal; mentre il 23 ottobre segna il primo e unico gol con la squadra di Gelsenkirchen in occasione della sconfitta per 2-1 contro l'Hertha Berlino.

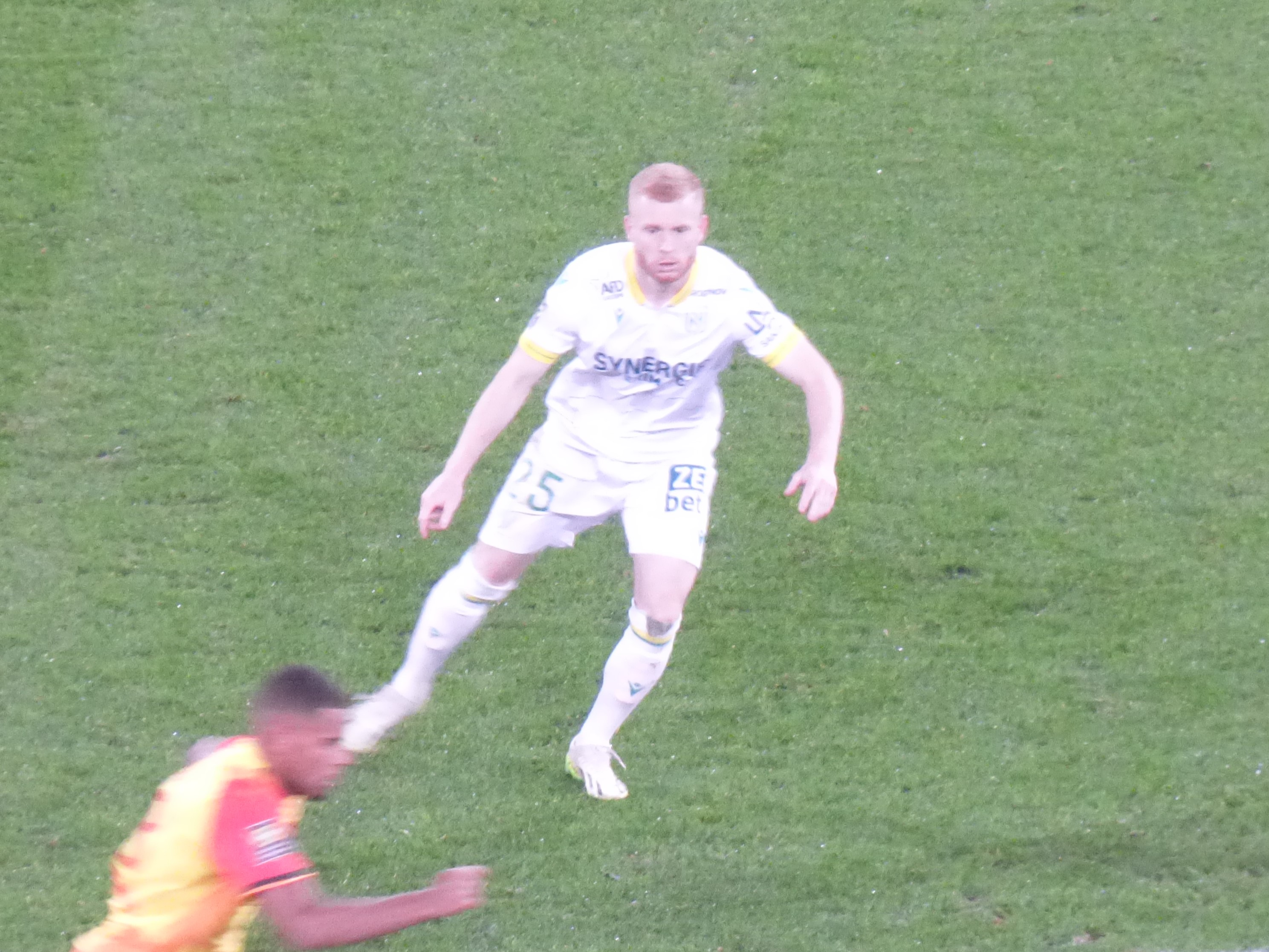
Mollet con la maglia del nel 2023.

Trovato poco spazio nella prima parte di stagione con lo Schalke, giocando solo undici gare totali, il 17 gennaio 2023 si trasferisce a titolo definitivo al Nantes per 1,5 milioni di €, facendo così ritorno in Francia. Cinque giorni dopo debutta con i canarini nella vittoria esterna ai tiri di rigore contro l'ES Thaon, valida per i sedicesimi di finale di coppa di Francia; mentre il 29 gennaio debutta in campionato, subentrando a Ludovic Blas in un pareggio a reti inviolate contro il Clermont Foot.
L'8 febbraio segna la prima rete con les nantaise all'87' del derby di coppa di Francia contro l'Angers, che permette al Nantes di pareggiare al termine dei tempi regolamentari e ad andare alla lotteria dei rigori, dove si impone per 2-4 e in cui Mollet realizza il proprio tentativo. Il 16 febbraio debutta invece nelle competizioni europee con la maglia dei canarini, in occasione del pareggio per 1-1 in casa della Juventus, valido per gli spareggi di Europa League.
Tre giorni dopo trova anche la prima rete in campionato nella sconfitta esterna per 3-1 contro il Lens.
Il 29 aprile successivo gioca da titolare la finale di Coppa di Francia persa per 1-5 contro il Tolosa.

## Statistiche

### Presenze e reti nei club
Statistiche aggiornate al 7 febbraio 2025.
| Stagione           | Squadra            | Campionato         | Campionato | Campionato | Coppe nazionali | Coppe nazionali | Coppe nazionali | Coppe continentali | Coppe continentali | Coppe continentali | Altre coppe | Altre coppe | Altre coppe | Totale | Totale |
| Stagione           | Squadra            | Comp               | Pres       | Reti       | Comp            | Pres            | Reti            | Comp               | Pres               | Reti               | Comp        | Pres        | Reti        | Pres   | Reti   |
| ------------------ | ------------------ | ------------------ | ---------- | ---------- | --------------- | --------------- | --------------- | ------------------ | ------------------ | ------------------ | ----------- | ----------- | ----------- | ------ | ------ |
| 2012-2013          | Digione            | L2                 | 36         | 4          | CF+CdL          | 0+1             | 0               | -                  | -                  | -                  | -           | -           | -           | 37     | 4      |
| 2013-2014          | Digione            | L2                 | 22         | 0          | CF+CdL          | 1+1             | 0               | -                  | -                  | -                  | -           | -           | -           | 24     | 0      |
| 2014-2015          | Digione            | L2                 | 17         | 0          | CF+CdL          | 2+2             | 1+0             | -                  | -                  | -                  | -           | -           | -           | 21     | 1      |
| Totale Digione     | Totale Digione     | Totale Digione     | 75         | 4          |                 | 7               | 1               |                    | -                  | -                  |             | -           | -           | 82     | 5      |
| 2015-2016          | Créteil-Lusitanos  | L2                 | 36         | 11         | CF+CdL          | 0               | 0               | -                  | -                  | -                  | -           | -           | -           | 36     | 11     |
| 2016-2017          | Metz               | L1                 | 25         | 0          | CF+CdL          | 1+2             | 0+1             | -                  | -                  | -                  | -           | -           | -           | 28     | 1      |
| 2017-2018          | Metz               | L1                 | 22         | 7          | CF+CdL          | 2+2             | 0+0             | -                  | -                  | -                  | -           | -           | -           | 26     | 7      |
| Totale Metz        | Totale Metz        | Totale Metz        | 47         | 7          |                 | 7               | 1               |                    | -                  | -                  |             | -           | -           | 54     | 8      |
| 2018-2019          | Montpellier        | L1                 | 32         | 6          | CdF+CdL         | 1+0             | 0               | -                  | -                  | -                  | -           | -           | -           | 33     | 6      |
| 2019-2020          | Montpellier        | L1                 | 25         | 6          | CdF+CdL         | 2+2             | 1+1             | -                  | -                  | -                  | -           | -           | -           | 29     | 8      |
| 2020-2021          | Montpellier        | L1                 | 34         | 3          | CF              | 5               | 1               | -                  | -                  | -                  | -           | -           | -           | 39     | 4      |
| 2021-2022          | Montpellier        | L1                 | 35         | 6          | CF              | 3               | 0               | -                  | -                  | -                  | -           | -           | -           | 38     | 6      |
| Totale Montpellier | Totale Montpellier | Totale Montpellier | 126        | 21         |                 | 13              | 3               |                    | -                  | -                  |             | -           | -           | 139    | 24     |
| 2022-gen. 2023     | Schalke 04         | BL                 | 9          | 1          | CG              | 2               | 0               | -                  | -                  | -                  |             | -           | -           | 11     | 1      |
| gen.-giu. 2023     | Nantes             | L1                 | 19         | 1          | CF              | 5               | 1               | UEL                | 2                  | 0                  | SF          | -           | -           | 26     | 2      |
| 2023-2024          | Nantes             | L1                 | 29         | 4          | CF              | 2               | 1               | -                  | -                  | -                  | -           | -           | -           | 31     | 5      |
| 2024-2025          | Nantes 2           | N3                 | 1          | 0          | -               | -               | -               | -                  | -                  | -                  | -           | -           | -           | 1      | 0      |
| 2024-2025          | Nantes             | L1                 | 9          | 0          | CF              | 0               | 0               | -                  | -                  | -                  |             | -           | -           | 9      | 0      |
| Totale Nantes      | Totale Nantes      | Totale Nantes      | 57         | 5          |                 | 7               | 2               |                    | 2                  | 0                  |             | -           | -           | 66     | 7      |
| Totale carriera    | Totale carriera    | Totale carriera    | 351        | 49         |                 | 36              | 7               |                    | 2                  | 0                  |             | -           | -           | 389    | 56     |